# Вімблдонський турнір 1986
Вімблдонський турнір 1986 проходив з 23 червня по 6 липня 1986 року на кортах Всеанглійського клубу лаун-тенісу і крокету в передмісті Лондона Вімблдоні. Це був 100-й Вімблдонський чемпіонат, а також другий турнір Великого шолома з початку року. Турнір входив до програм ATP та WTA турів.

## Огляд подій та досягнень
У турнірі вперше використано жовті м'ячі.
Борис Бекер захистив титул чемпіона в одиночному чоловічому розряді. Для нього це була друг перемога в турнірах Великого шолома. 
Мартіна Навратілова виграла одиночний жіночий турнір усьоме. Враховуючи парну перемогу разом із Пем Шрайвер, вона довела кількість своїх вімблдонських титулів до 15, а титулів Великого шолома — до 40.

## Результати фінальних матчів

### Дорослі
| Одиночний розряд. Джентльмени   |                                     |                    |
| Борис Бекер                     | Іван Лендл                          | 6–4, 6–3, 7–5      |
|                                 |                                     |                    |
| Одиночний розряд. Леді          |                                     |                    |
| Мартіна Навратілова             | Гана Мандлікова                     | 7–6(7–1), 6–3      |
|                                 |                                     |                    |
| Парний розряд. Джентльмени      |                                     |                    |
| Йоакім Нюстрем Матс Віландер    | Гері Доннеллі Пітер Флемінг         | 7–6(7–4), 6–3, 6–3 |
|                                 |                                     |                    |
| Парний розряд. Леді             |                                     |                    |
| Мартіна Навратілова Пем Шрайвер | Гана Мандлікова Венді Тернбулл      | 6–1, 6–3           |
|                                 |                                     |                    |
| Мікст                           |                                     |                    |
| Кеті Джордан Кен Флек           | Мартіна Навратілова Гайнц Гюнтгардт | 6–3, 7–6(9–7)      |
|                                 |                                     |                    |

### Юніори
| Одиночний розряд. Хлопці     |                            |                         |
| Едуардо Велес                | Хав'єр Санчес              | 6–3, 7–5                |
|                              |                            |                         |
| Одиночний розряд. Дівчата    |                            |                         |
| Наташа Звєрєва               | Лейла Месхі                | 2–6, 6–2, 9–7           |
|                              |                            |                         |
| Парний розряд. Хлопці        |                            |                         |
| Томас Карбонелль Петр Корда  | Шейн Барр Х'юберт Карраш   | 6–1, 6–1                |
|                              |                            |                         |
| Парний розряд. Дівчата       |                            |                         |
| Мішелль Джегард Лайза О'Нілл | Лейла Месхі Наташа Звєрєва | 7–6(7–3), 6–7(4–7), 6–4 |
|                              |                            |                         |

## Виноски
1. ↑  Yellow Tennis Balls Coming to Wimbledon. articles.latimes.com. Los Angeles Times. 28 листопада 1985. Архів оригіналу за 23 жовтня 2015. Процитовано 2 серпня 2017.
2. ↑  Nagle, Dave 30 years ago this summer, Wimbledon turned yellow [Архівовано 2 серпня 2017 у Wayback Machine.] ESPN. July 8, 2016